# Baseball ai XVII Giochi panamericani
Il baseball ai XVII Giochi panamericani si è svolto dall'11 al 26 luglio 2015 al Pan Am Ball Park di Ajax, in Canada. Per la prima volta si è disputato il torneo femminile, a cui hanno preso parte cinque nazionali. Campione in carica, in campo maschile, era la nazionale canadese, che nel 2011 a Guadalajara aveva interrotto il dominio cubano che durava dal 1971, vale a dire da dieci edizioni consecutive. In casa, a Toronto, i canadesi sono riusciti a bissare il successo del 2011, sconfiggendo in finale gli Stati Uniti.

## Torneo maschile

### Prima fase
Nella prima fase le sette squadre partecipanti si sono incontrate tra loro in un girone all'italiana. Le quattro migliori squadre si sono qualificate per le semifinali, le cui vincitrici hanno disputato la finale per la medaglia d'oro e le due perdenti si incontravano per la medaglia di bronzo. In caso di parità tra due o più squadre nella prima fase, in prima istanza verrà preso in considerazione il Team Quality Balance (TQB).
| Squadre         | G | V | S | RF | RS | PCT  |
| --------------- | - | - | - | -- | -- | ---- |
| Canada          | 6 | 5 | 1 | 38 | 15 | .830 |
| Stati Uniti     | 6 | 4 | 2 | 33 | 22 | .667 |
| Cuba            | 6 | 4 | 2 | 41 | 23 | .667 |
| Porto Rico      | 6 | 4 | 2 | 40 | 44 | .667 |
| Rep. Dominicana | 6 | 3 | 3 | 30 | 35 | .500 |
| Nicaragua       | 6 | 1 | 5 | 22 | 43 | .170 |
| Colombia        | 6 | 0 | 6 | 22 | 44 | .000 |

Risultati
| Data      | Partita         | Partita | Partita         |
| --------- | --------------- | ------- | --------------- |
| 11 luglio | Cuba            | 10 - 3  | Colombia        |
| 11 luglio | Porto Rico      | 10 - 9  | Stati Uniti     |
| 11 luglio | Rep. Dominicana | 1 - 4   | Canada          |
| 12 luglio | Nicaragua       | 5 - 8   | Rep. Dominicana |
| 12 luglio | Colombia        | 3 - 10  | Canada          |
| 12 luglio | Cuba            | 2 - 5   | Stati Uniti     |
| 13 luglio | Porto Rico      | 1 - 8   | Cuba            |
| 13 luglio | Colombia        | 3 - 5   | Stati Uniti     |
| 13 luglio | Canada          | 9 - 0   | Nicaragua       |
| 14 luglio | Nicaragua       | 7 - 4   | Colombia        |
| 14 luglio | Porto Rico      | 12 - 6  | Rep. Dominicana |
| 14 luglio | Cuba            | 1 - 3   | Canada          |
| 15 luglio | Nicaragua       | 0 - 6   | Stati Uniti     |
| 15 luglio | Colombia        | 7 - 8   | Porto Rico      |
| 15 luglio | Cuba            | 9 - 5   | Rep. Dominicana |
| 16 luglio | Rep. Dominicana | 6 - 4   | Stati Uniti     |
| 16 luglio | Cuba            | 11 - 6  | Nicaragua       |
| 16 luglio | Canada          | 11 - 4  | Porto Rico      |
| 17 luglio | Porto Rico      | 5 - 3   | Nicaragua       |
| 17 luglio | Colombia        | 1 - 4   | Rep. Dominicana |
| 17 luglio | Canada          | 1 - 4   | Stati Uniti     |

### Fase finale
|  | Semifinali  | Semifinali  | Semifinali  |             |        | Finale          | Finale          | Finale          |  |
|  |             |             |             |             |        |                 |                 |                 |  |
|  | Canada      | Canada      | 7           |             |        |                 |                 |                 |  |
|  | Canada      | Canada      | 7           |             |        |                 |                 |                 |  |
|  | Porto Rico  | Porto Rico  | 1           |             |        |                 |                 |                 |  |
|  | Porto Rico  | Porto Rico  | 1           |             | Canada | Canada          | 7               |                 |  |
|  |             |             |             |             | Canada | Canada          | 7               |                 |  |
|  |             |             | Stati Uniti | Stati Uniti | 6      |                 |                 |                 |  |
|  | Stati Uniti | Stati Uniti | Stati Uniti | Stati Uniti | 6      | 6               |                 |                 |  |
|  | Stati Uniti | Stati Uniti |             |             |        | 6               |                 |                 |  |
|  | Cuba        | Cuba        | 5           |             |        | Finale 3º posto | Finale 3º posto | Finale 3º posto |  |
|  | Cuba        | Cuba        | 5           |             |        |                 |                 |                 |  |
|  |             |             |             |             |        |                 |                 |                 |  |
|  |             |             |             |             |        | Porto Rico      | Porto Rico      | 6               |  |
|  |             |             |             |             |        | Porto Rico      | Porto Rico      | 6               |  |
|  |             |             |             |             |        | Cuba            | Cuba            | 7               |  |

#### Semifinali
| Ajax 18 luglio 2015, ore 13:00 | Stati Uniti | 6 – 5 referto | Cuba | Pan Am Ball Park (4702 spett.) |

| Ajax 18 luglio 2015, ore 19:00 | Canada | 7 – 1 referto | Porto Rico | Pan Am Ball Park (4827 spett.) |

#### Finale 3º - 4º posto
| Ajax 19 luglio 2015, ore 13:00 | Porto Rico | 6 – 7 referto | Cuba | Pan Am Ball Park (4914 spett.) |

#### Finale 1º - 2º posto
| Ajax 19 luglio 2015, ore 19:00 | Canada | 7 – 6 referto | Stati Uniti | Pan Am Ball Park (5489 spett.) |

### Classifica finale
| Classifica | Squadre         |
| ---------- | --------------- |
|            | Canada          |
|            | Stati Uniti     |
|            | Cuba            |
| 4          | Porto Rico      |
| 5          | Rep. Dominicana |
| 6          | Nicaragua       |
| 7          | Colombia        |

## Torneo femminile
Le 5 squadre partecipanti si sono incontrate al primo turno in un girone all'italiana, la cui vincitrice accedeva direttamente alla finalissima, mentre seconda e terza classificata si disputavano una semifinale per l'accesso alla finalissima per la medaglia d'oro, mentre la perdente conquistava la medaglia di bronzo.

### Prima fase
| Squadre     | G | V | S | RF | RS | PCT   |
| ----------- | - | - | - | -- | -- | ----- |
| Stati Uniti | 4 | 4 | 0 | 22 | 7  | 1.000 |
| Canada      | 4 | 3 | 1 | 26 | 9  | .750  |
| Venezuela   | 4 | 2 | 2 | 32 | 30 | .500  |
| Porto Rico  | 4 | 1 | 3 | 17 | 27 | .250  |
| Cuba        | 4 | 0 | 4 | 8  | 43 | .000  |

Risultati
| Data      | Partita     | Partita | Partita     |
| --------- | ----------- | ------- | ----------- |
| 20 luglio | Venezuela   | 6 - 10  | Stati Uniti |
| 20 luglio | Canada      | 13 - 1  | Cuba        |
| 21 luglio | Cuba        | 5 - 6   | Porto Rico  |
| 21 luglio | Canada      | 9 - 3   | Venezuela   |
| 22 luglio | Porto Rico  | 2 - 3   | Canada      |
| 22 luglio | Cuba        | 0 - 11  | Stati Uniti |
| 23 luglio | Cuba        | 2 - 13  | Venezuela   |
| 23 luglio | Stati Uniti | 9 - 0   | Porto Rico  |
| 24 luglio | Porto Rico  | 9 - 10  | Venezuela   |
| 24 luglio | Stati Uniti | 3 - 1   | Canada      |

### Fase finale
|  | Semifinali | Semifinali | Semifinali |        |   | Finale      | Finale      | Finale |  |
|  |            |            |            |        |   |             |             |        |  |
|  |            |            |            |        |   | Stati Uniti | Stati Uniti | 11     |  |
|  |            |            |            |        |   | Stati Uniti | Stati Uniti | 11     |  |
|  |            |            | Canada     | Canada | 3 |             |             |        |  |
|  | Canada     | Canada     | Canada     | Canada | 3 | 6           |             |        |  |
|  | Canada     | Canada     |            |        |   |             |             |        |  |
|  | Venezuela  | Venezuela  | 1          |        |   |             |             |        |  |

#### Semifinale
| Ajax 25 luglio 2015, ore 19:15 | Canada | 6 – 1 referto | Venezuela | Pan Am Ball Park (2.847 spett.) |

#### Finale 1º - 2º posto
| Ajax 26 luglio 2015, ore 12:15 | Stati Uniti | 11 – 3 referto | Canada | Pan Am Ball Park (5.224 spett.) |

### Classifica finale
| Classifica | Squadre     |
| ---------- | ----------- |
|            | Stati Uniti |
|            | Canada      |
|            | Venezuela   |
| 4          | Porto Rico  |
| 5          | Cuba        |